# Carl Karlweis

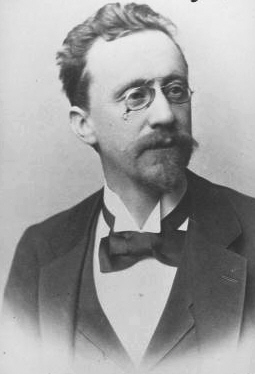
Carl Karlweis um 1897

Carl Karlweis (Pseudonym seit 1885), eigentlich: Karl Weiss (* 23. November 1850 in Wien, Kaisertum Österreich; † 27. Oktober 1901 ebenda) war ein österreichischer Dramatiker und Erzähler.

## Leben
Karlweis war seit 1868 Bediensteter der Österreichisch-ungarischen Staatseisenbahngesellschaft in Graz, 1869 wechselte er zur Carl-Ludwig-Bahn. Ab 1876, schon schriftstellerisch tätig, war er Betriebssekretär der Graz-Köflacher Bahn, ab 1891 in der Generaldirektion der Südbahngesellschaft in Wien Ober-Inspektor und Vorstand des Bureaus für allgemeine Angelegenheiten.
Er schrieb zahlreiche Erzählungen und Romane, teilweise im Wiener Dialekt. Mit Hermann Bahr und Vinzenz Chiavacci schrieb er auch Lustspiele und Volksstücke, die insbesondere in Wien am Deutschen Volkstheater sowie an Häusern der Wiener Volksbühne aufgeführt wurden.
Am 25. November 1896 erhielt er für sein Volksstück Der kleine Mann den Raimund-Preis.
Bereits seit Jahren schwer magenkrank, schrieb er als letztes Stück Der neue Simson, das am 19. Oktober 1901 am Deutschen Volkstheater unter Mitwirkung von Franz Tewele sowie Helene Odilon Premiere hatte und deren durchschlagender Erfolg sich während der letzten Lebenstage auf Karlweis’ Gemütslage günstig auswirkte.
Karlweis starb, ein paar Monate nach der Rückkehr von einer Kur in Lovrana, am 27. Oktober 1901 in seiner Wohnung, Wien-Wieden, Mayerhofgasse 12. Er wurde am 29. des Monats, unter überaus zahlreicher Beteiligung von Vertretern aus Literatur und Kunst, auf dem evangelischen Friedhof Wien Matzleinsdorf (Gruppe 18, Nummer 12) zur letzten Ruhe bestattet. Jüdischer Abstammung, war er am 23. April 1889 zum protestantischen Glauben konvertiert.

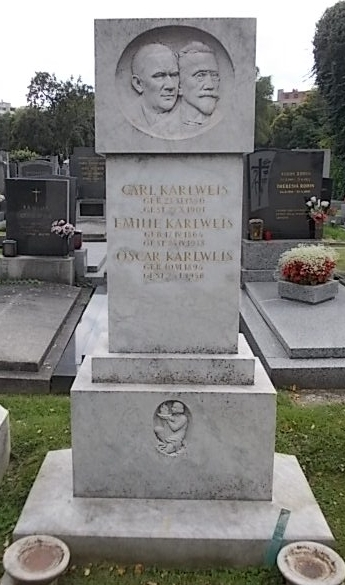
Carl Karlweis Grabstätte

Im Jahr 1919 wurde in Wien-Währing (18. Gemeindebezirk) die Karlweisgasse nach ihm benannt.

## Familie
Seine Mutter hieß Amalie Weiß, geborene Deutsch († 5. September 1911, 89-jährig). Mit seiner Ehefrau Emilie, geborene Kraus (17. April 1864 – 24. April 1938), hatte er zwei Kinder, die 1889 geborene Tochter Marta Karlweis, die Schriftstellerin wurde, und der 1894 geborene, spätere Schauspieler Oscar Karlweis.

## Werke
- Paul de Kock. Lustspiel in einem Aufzuge, Bühnenmanuskript, 1875
- Aus dem Französischen. Lustspiel in zwei Aufzügen, 1876
- Cousine Melanie. Lustspiel in drei Aufzügen, 1879
- Rächer, 1880
- Der Dragoner. Lustspiel in einem Aufzuge, 1883
- André, 1885
- Das gemüthliche Wien, Gegen den Strom, Band 5, ZDB-ID 400295-7, 1885
- Bruder Hans, 1886 (Uraufführung am Burgtheater, Wien)[9]
- –, Vincenz Chiavacci: Laufen lassen. Volksstück mit Gesang in vier Aufzügen (auch: Einer vom alten Schlag), 1886
- Wiener Kinder. Roman, 1887
- Der lachende Wirth, 1889
- –, Gustav Schwarzkopf (1853–1939): Eine Geldheirat. Schauspiel in vier Aufzügen, 1892
- Ein Sohn seiner Zeit. Roman, 1892
- –, Hermann Bahr: Aus der Vorstadt. Volksstück in drei Akten, uraufgeführt am 11. März 1893 (Deutsches Volkstheater, Wien)
- Der kleine Mann. Wiener Schwank in vier Akten, uraufgeführt am 15. März 1894 (Raimundtheater, Wien), aufgeführt am 30. September 1899 am Deutschen Volkstheater, Wien
- Reich werden! Ein Wiener Roman, 1894
- Vieux jeu. Novelle, 1894
- Goldene Herzen. Volksstück in vier Acten, uraufgeführt am 9. November 1895 (Deutsches Volkstheater, Wien)
- Das grobe Hemd. Volksstück in vier Acten, uraufgeführt am 1. Februar 1897 (Deutsches Volkstheater, Wien); 1927 verfilmt von Fritz Kaufmann unter dem gleichnamigen Titel
- Carl von Carro, – (Bearbeitung): Das Riesenspielzeug. Volksstück in vier Acten, uraufgeführt am 9. November 1898 (Raimundtheater, Wien)
- In Gutenstein, Genrebild, uraufgeführt am 31. Mai 1898 (Deutsches Volkstheater, Wien)
- Das große Kaspertheater, Posse ohne Handlung, 1898
- Das liebe Ich. Volksstück in einem Vorspiel und drei Akten (fünf Bildern), uraufgeführt am 24. September 1898 (Deutsches Volkstheater, Wien); auch aufgeführt am 9. Oktober 1946, Neues Schauspielhaus an der Philadelphiabrücke, Wien[Anm. 1]
- Adieu Papa und andere kleine Geschichten. Mit Bildern von Frantisek Hlavaty, 1898
- Onkel Toni. Eine Komödie aus der Gesellschaft in vier Aufzügen, uraufgeführt am 16. Dezember 1899 (Deutsches Volkstheater, Wien)
- –, Hermann Bahr: Wenn es euch gefällt. Wiener Revue in drei Bildern und einem Vorspiel, 1899 (Deutsches Volkstheater, Wien)
- –, Fritz Singer (1841–1910): Die goldene Freiheit. Lustspiel in drei Akten, 1900 (Theater in der Josefstadt. Wien)
- Martin’s Ehe. Novelle in Briefen, 1901
- Der neue Simson. Komödie in drei Aufzügen, uraufgeführt am 19. Oktober 1901 (Deutsches Volkstheater, Wien)
- Wien, was bist du! Kleine Erzählungen aus dem Nachlass, 1903
- Wien, das bist du! Kleine Erzählungen aus dem Nachlasse von C. Karlweis. Mit Begleitworten von Hermann Bahr und Vinzenz Chiavacci, 1903